# Javicho Soria
Javier Soria  Saucedo (La Paz, circa 1980-)  conocido como Javicho, es un comediante, actor y locutor boliviano. Conocido por sus actuaciones de Stand Up, en 2014 ganó el primer premio del concurso argentino de Stand Up  y también participó del Festival Internacional del humor en Colombia. Ha realizado actuaciones principalmente en Bolivia y Argentina.

## Formación
Soria estudió Comunicación Social en la Universidad Católica Boliviana, posteriormente hizo una maestría sobre Cine en la Universidad de Buenos Aires . Cursó su segunda carrera en Dirección en la Escuela Nacional de Experimentación y Realización Cinematográfica, Argentina. Soria es actor de teatro desde 2000. Se mudó a Argentina en 2009 y allí comenzó a desarrollar su trabajo como comediante de Stand Up a partir de 2012.